# Oria (Hiszpania)
Oria – gmina w Hiszpanii, w prowincji Almería, w Andaluzji, o powierzchni 234,75 km². W 2011 roku gmina liczyła 2858 mieszkańców.